# トウモロコシ
トウモロコシ（玉蜀黍、玉米、学名: Zea mays subsp. mays）は、イネ科の一年生植物。穀物として人間の食料や家畜の飼料となるほか、デンプン（コーンスターチ）や油や異性化糖（コーンシロップ）、バイオエタノールの原料としても重要で、年間世界生産量は2009年に8億1700万トンに達する。
米・小麦と伴に、トウモロコシは主食として食べられる世界三大穀物の一つ。日当たりのよい畑地で栽培されている。アメリカ大陸の原産で、15世紀末に新大陸を発見したコロンブスがヨーロッパに持ち帰って広まり、日本へは16世紀終わりごろに伝来し全国に広まった。
コーンとも呼ばれる。語源となった英語「corn」は穀物全般を指すが、現在の北米・オーストラリアなど多くの地域では特に断らなければ'corn'は主穀としてのトウモロコシを指す。イギリスではトウモロコシを主にメイズ（英語: maize。タイノ語語源のスペイン語マイース〈maíz〉に由来）と呼ぶ。
日本語では、地方により様々な呼び名（地方名）があり、トウキビまたはトーキビ（唐黍）、ナンバ、モロコシ、トウモロ、モロキビ、トウミギ、などと呼ぶ地域もある（詳しくは後述）。
リンネの『植物の種』（1753年）で記載された植物の一つである。

## 名称
日本語で標準的に用いられている「トウモロコシ」という名称は、トウは中国の王朝名である唐に、モロコシは唐土（もろこし）から伝来した植物のモロコシ（タカキビ）に由来する。日本に渡来した当時、最も似ている植物がキビであったため、北海道から北関東までの地域では「とうきび」、西日本では「なんばんきび」とも呼ばれる。関西などの方言でいう「なんば」は南蛮黍（なんばんきび）の略称であり、高麗（こうらい）または高麗黍と呼ぶ地域もあるが、これらはいずれも外来植物であることを言い表している。これはヨーロッパにおいても同じ状況であり、フランスでは別名として「トルコ小麦」（フランス語: blé de Turquie）、カナダのフランス語圏では「インド小麦」（フランス語: blé d'Inde）、トスカーナでは「シチリア穀類」（イタリア語: grano siciliano）、シチリアでは「インド穀類」（イタリア語: grano d'India）と呼ばれるなど、主に「インド（アメリカ）の穀物」あるいは大まかに「外国の穀物」という意味の各種名称で呼ばれていた。
中国植物名は「玉米」（ぎょくべい）である。
『日本方言大辞典』には267種もの呼び方が載っており、主な呼び方には下記のものがある。
- あぶりき - 福井県大野郡
- いぼきび - 鹿児島県甑島
- うらんだふいん - 沖縄県竹富島（「オランダのモロコシ」の意）[9]
- かしきび - 新潟県中越地方、佐渡島など
- きび - 長野県南部、鳥取県、高知県など
- きみ - 北海道南部、青森県、岩手県など。アイヌ語でも「キミ」と呼ばれる。
- ぎょく - 千葉県の一部
- ぐしんとーじん - 沖縄本島南部など
- こうらい - 岐阜県の一部、福井県の一部、三重県の一部、滋賀県の一部
- こうらいきび - 愛知県尾張地方、岐阜県
- こーりゃん - 香川県大川郡
- さつまきび - 岡山県備前地方
- さんかく - 熊本県の一部
- せーたかきび - 新潟県の一部、和歌山県日高郡
- たかきび - 鹿児島県種子島
- とうきび・トーキビ - 北海道、山形県北部、石川県、福井県、香川県、愛媛県、山口県西部、九州、群馬県、埼玉県、愛知県奥三河地方など（昭和前半期[いつ?]まではこの「とうきび」が全国で一般に使われていた。）
- とうきみ - 北海道南部（渡島地方）、山形県南部、福島県西部、群馬県北部など
- とうたかきび - 香川県高見島
- とうとこ - 島根県北部など
- とうなわ - 岐阜県、富山県
- とうまめ - 新潟県上越地方、長野県の一部など
- とうみぎ - 宮城県、福島県、栃木県、茨城県など
- とうむぎ - 栃木県南部
- とうもろこし - 関東地方、沖縄県、島根県東部など
- とっきび - 山形県・秋田県の一部
- とっきみ - 秋田県
- ときび - 秋田県
- なきぎん - 鳥取県の一部
- なんば - 近畿地方、三重県伊賀地方、岡山県、徳島県など
- なんばと - 愛知県三河地方
- なんばん・なんばんきび - 愛知県東部、京都府北部、山口県東部など
- はちぼく - 三重県伊勢地方、岐阜県の一部、滋賀県の一部
- ふくろきび - 長野県の一部、和歌山県の一部
- まごじょ - 宮崎県の一部
- まめきび - 新潟県の一部、岐阜県岐阜市、長崎県の一部など
- まるきび - 岐阜県の一部
- まんまん - 広島県、島根県南部など
- もろこし - 長野県、山梨県など
- やまととーんちん - 沖縄県首里（「大和唐黍」の意）
- 嫁女黍（よめじょきび） - 『広辞苑』に記載されている異称

## 植物の特徴

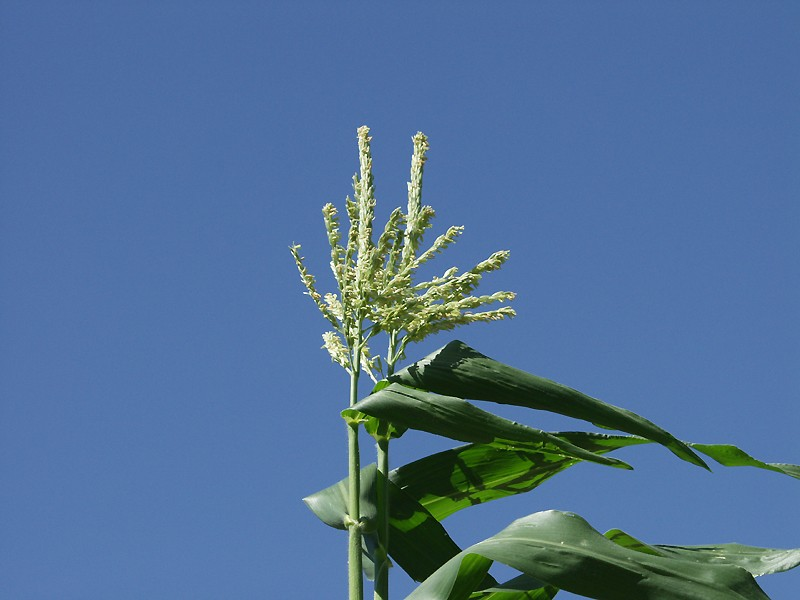
雄花は茎の先端にススキ状に生じる

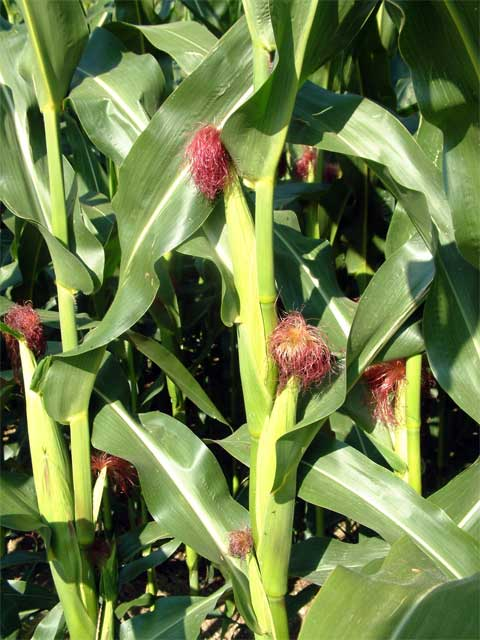
雌花（穂）は茎の中ほどにたくさんつく

中南米の原産で、高温で、日照の多い条件下でよく育つ。数多くの品種があり、食用や飼料用の作物として畑で広く栽培されている。多くは粳性であるが、ごく少数ながら糯性のものもある。大型のイネ科の一年草で、茎は単一で直立し、高さ2メートル近くに生長する。葉は互生して下部は鞘となって茎を包む。イネ科としては幅の広い葉をつける。一生のうちに付く葉の数や背丈は品種によってほぼ決まっており、早生品種ほど背丈は低く葉の数も少ない。
熱帯起源のため、薄い二酸化炭素を濃縮する為のC4回路を持つC4型光合成植物である。多日照でやや高温の環境を好む。大型の作物であるため、育成期間中を通して10アールあたり350 - 500トンの水を必要とする。
雌雄同株。風媒花で他家受粉する。発芽から3か月程度で雄花（雄小穂）と雌花（雌小穂）が別々に生じる。雄小穂は茎の先端から葉より高く伸び出した円錐花序で、雄花だけがついた小穂を密につけ、ススキの穂のような姿になる。雌小穂は茎の下方の節あたりにある葉腋に出た円柱状の穂状花序で、雌花は全体的に包葉（苞）に包まれていて、上端から絹糸と呼ばれる長い雌しべの花柱だけが、ひげ状に長く束になって外に伸びだして顔を出す。トウモロコシのひげはこの雌しべにあたる。
花粉は風媒され、下の雌花からひげのように出ている雌しべに受粉すると、雌花の付け根が膨らみ種子（可食部）が形成される。完熟するころにはひげのような雌しべが茶色に変色して枯れる。イネ科では珍しく、種子が熟すと穎の中から顔を出す。種子の色は黄・白・赤茶・紫・青・濃青など。トウモロコシの可食部となる実は果実でなく種子そのものであるため、実の形質形成には花粉DNAの力が優勢に働くキセニアの影響を強く受ける。
栽培・繁殖は、日当たりがよい畑地で、種子を春から夏に蒔いて行われる。作物としての旬は夏で、日本では6 - 9月頃に出荷され、特に7月頃に多く出回る。日本でのトウモロコシの代表的な害虫は、蛾の幼虫「アワノメイガ」で、雄花に集まりやすいので人工授粉で雄花を切ってしまうと、食害が少なくなる。

## 品種分類

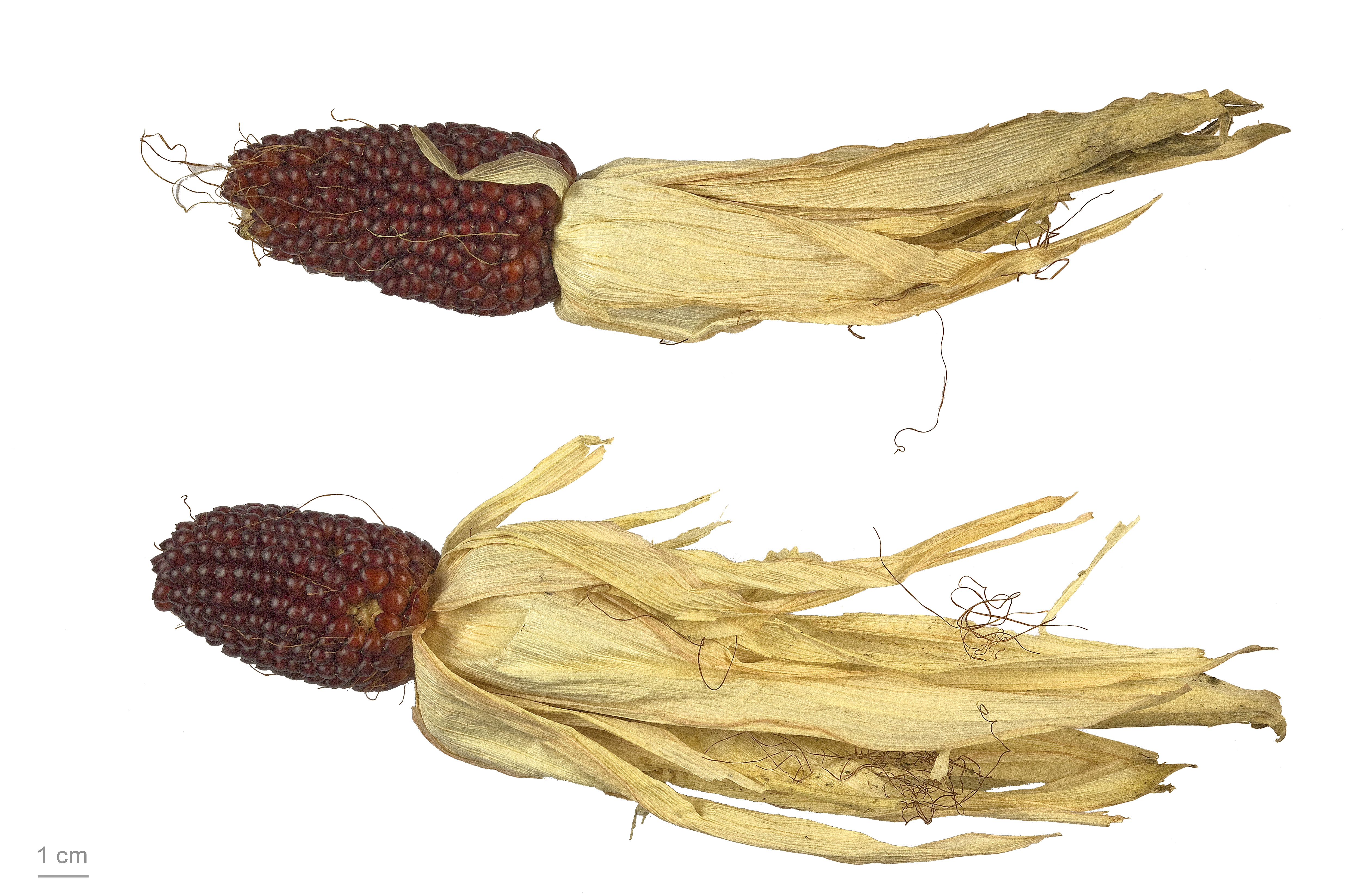
Zea mays "fraise"

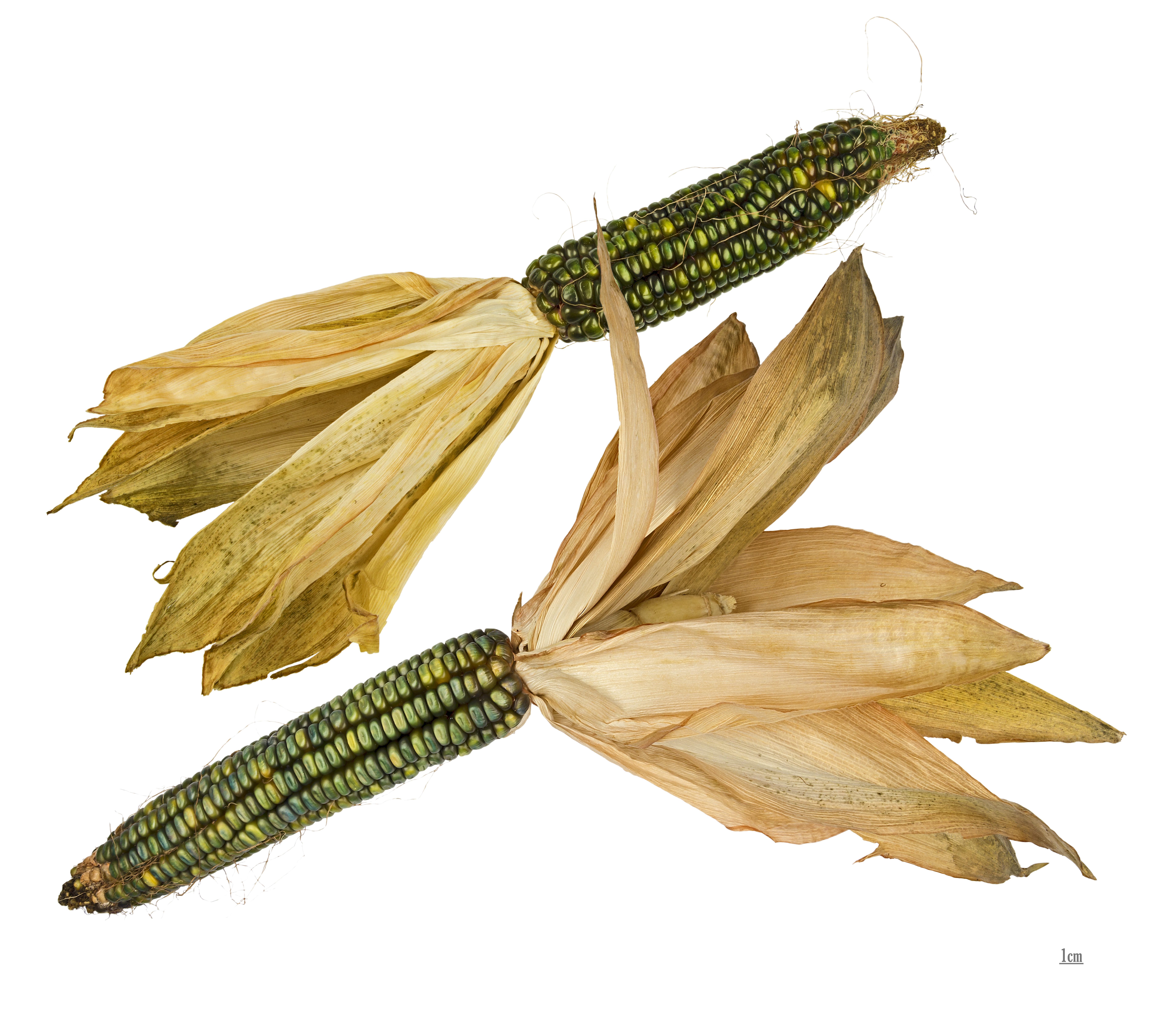
Zea mays "Oaxacan Green"

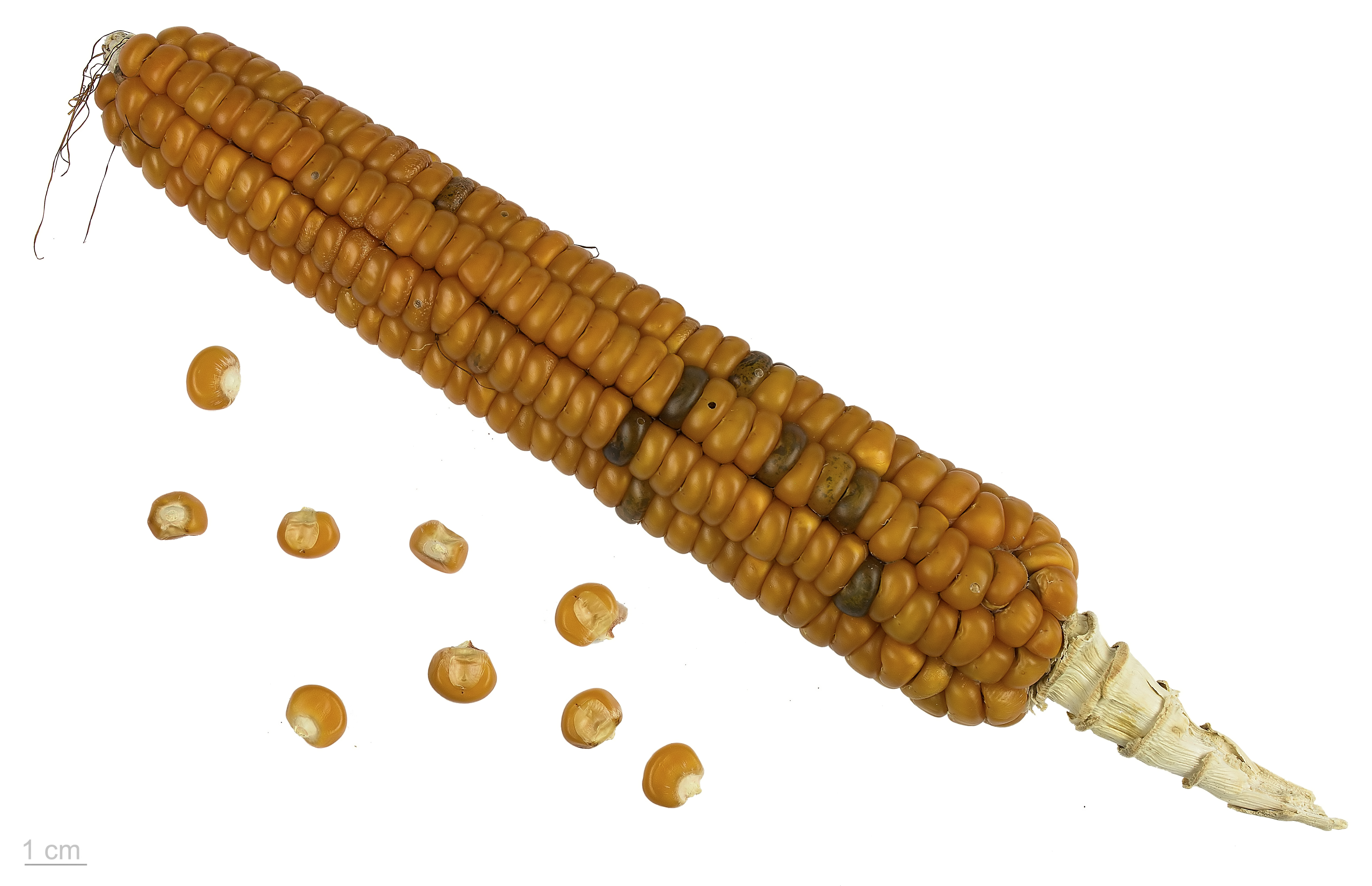
Zea mays 'Ottofile giallo Tortonese

トウモロコシは、長い栽培の歴史の中で用途に合わせた種々の栽培品種や一代交配種が開発されている。糖度や実のやわらかさ、食味などに焦点を当てて品種改良が進み、世界中の地域でさまざまな品種がつくられている。雑種強勢（異なる品種同士を交配すると、その子供の生育が盛んとなる交配の組み合わせ）を利用したハイブリッド品種が、1920年代からアメリカ合衆国で開発され、以後収量が飛躍的に増加した。また、近年では遺伝子組換えされた栽培品種も広がりつつある。
一般にトウモロコシの分類に用いられるのは、粒内のデンプンの構造によって種を決める粒質区分である。種によって用途や栽培方法に違いがある。デント種、ポップ種、フリント種などがあるが、スイート種の未熟果用、缶詰用に利用され、他は食品加工用や飼料用にされる。なお、スウィート・コーン（スイートコーン）とは「甘いトウモロコシ」の意味で、甘味種全般を指した呼び名である。

### 食品用途の品種
甘味種（スイート種、スウィートコーン、Zea mays var. saccharata）
食用の品種。粒の色により、イエロー系、シルバー系、バイカラー系の3種類がある。ヤングコーンは間引いたスイートコーンの幼果である。茹でる、焼く（焼きトウモロコシ）、蒸す調理方法がある。
加工食品用の材料でもあり、例えばコーンフレークやコーンミールなどの材料にもなる。種子に含まれる糖分が多く強い甘味を感じるが、収穫後の変質や呼吸による消耗が激しく、夏季の室温中では数時間で食味が落ちる。劣化対策は、コールドチェーンの徹底か、収穫後すぐに加熱すること。
- ベビーコーン（ヤング・コーン） - 生食用甘味種の雌穂を若どりしたもの、あるいは多穂性の品種の若い未熟果を摘み取ったもの[7]。サラダや煮込み料理に用いられる。幼果のため栄養は少ない[17]。水煮の缶詰に加工されることが多く、サラダやシチューのアクセントにも使われる[17][19]。
- 甘味黄色粒種（イエロー系、ゴールド種）
実が黄色の甘味が多い品種。
  - 味来390（みらい390） - 米国で品種改良された品種で[20]、1997年（平成9年）から日本に出回った生食可能なスーパースイート種の先駆けで[21]、平均糖度12度。やや小ぶりで、繊維がやわらかく、ハニーバンタムよりも甘味が強いがさっぱりしている[19]。「味来」がつく品種がいくつかある[20]。
  - 恵味（めぐみ） - スーパースイート種で甘味が強いが、フルーツのような爽やかさがある。繊維がしっかりしていて、シャリ感のある歯切れの良さをもつ[19]。
  - サニーショコラ - 糖度15度以上、生食可能。
  - ゴールドラッシュ - サカタのタネが育成し、2022年に発表された登録商標名。「ゴールドラッシュ88」「ゴールドラッシュ86」「ゴールドラッシュ90」「ゴールドラッシュネオ」などがある[20]。生食も可能で、実が柔らかく、糖度の高い。
  - ミエルコーン - 粒の皮が薄く、糖度の高い品種。生食可能。ミエルとは、フランス語で「蜂蜜のような甘さ」という意味を表している。
  - ピクニックコーン - 「味来」の品種改良型で平均糖度が18度以上と高く、自然交配からできた小振りな品種[22][20]。生食可能。種苗会社では、火を通した後に冷やすことにより甘みが増加されることをPRし、火を通した後冷たくして食べることを推奨している[23]。
  - 嶽きみ（だけきみ） - 青森県弘前市の岩木山麓の嶽地区で作られる、2008年4月に地域団体商標登録に認定されたブランド品種。昼夜の気温差が大きい高原で栽培されるため、糖度は18度以上と高く、生食もできる[22]。
  - みわくのコーン - スーパースイート種の新しい品種で、味来（みらい）と恵味（めぐみ）の中間的な特徴を備える。繊維がやわらかく、歯触りはシャリ感があり、甘味も強いがさっぱりしている[19]。
- 甘味白色粒種（シルバー系）
実が白色で甘味が多い品種。実は小粒でつやがあり、皮もやわらかくサラダなど生で食べることができる[18]。
  - シルバーコーン（ホワイトコーン） - 「シルバーハニーバンタム」ともよばれるハニーバンタムの白粒種[19]。小粒で乳白色でツヤがあり、皮がやわらかくて甘味が強い[17]。サラダに向く[19]。
  - ピュアホワイト - 雪印種苗が開発して2002年に発表された品種で[20]、実が白く、甘さとジューシーさが特徴[22]。白いとうもろこし（とうきび）や幻のとうもろこし（とうきび）とも呼ばれ、平均糖度17度以上とも謳われている。生食も可能で、火を通すと甘味が増すが[22]、甘味黄色・バイカラー種に比べると食味はやや劣る。
  - 雪の妖精 - ピュアホワイトの改良種。平均糖度17度で生食も可能。
  - ホワイトショコラ - ピュアホワイトの改良種。平均糖度17度で生食も可能。
  - ロイシーコーン - 「ピュアホワイト」の改良種。糖度は17 - 18度で、生でも食べられる[24]。皮がやわらかく、ジューシーさとクリーミーな甘さが特徴[20]。
- 甘味バイカラー粒種（バイカラー系）
実が白、黄色系など色が混ざった混合品種。「バイカラー」は2色の意味[18]。
  - ハニーバンタム - 甘味の強い品種で、日本で昭和40年代から全国的に栽培されるようになり、主流となった代表的なスーパースイート種[17][7]。スープやコロッケなどどんな料理にも向く[19]。その後の品種改良により「ピーターコーン」が登場して以来、生産が減少し市場流通より姿を消しつつある。
  - ピーターコーン - 坂田種苗（現：サカタのタネ）により育成された、黄色い実に白い実が3対1の割合で混ざり合っているF1品種[25]。粒皮がやわらかく、糖度が高い[7]。1985年（昭和60年）から登場し、「ハニーバンタム」の種皮が硬く口に残ることを改善し、より軟らかく糖度が高い[7][25]。
  - ウッディコーン - 黄色、白色、茶色がかった紫色の3色の実が混在している。粒がしっかりしていて歯ごたえもよく、もちもちした食感が特徴[17][22][7]。
  - ゆめのコーン - サカタのタネの実が柔らかく糖度の高い品種。生食可能。甘み低下が遅いので、収穫適期の幅が広い[26]。
  - カクテルコーン - 黄・白粒が混ざり（カクテル）、実が柔らかく糖度の高い品種。生食可能。
  - 甘々娘（かんかんむすめ） - 糖度が15度以上と高く、生でも食べられる品種。他の品種と比べて時間経過による糖度の低下が遅い[20]。しかし発芽率が低く、栽培の難しい品種でもある。

硬粒種（フリント種、フリントコーン、Zea mays var. indurata）
食用、家畜用飼料、工業用原料に主に使用される。
- グラムジェムコーン - 米国で育成されたフリントコーンの改良種。カラフルな色合いが特徴。飼料やトウモロコシ粉に加工されるほか、ポップコーンにもできる[20]。

爆裂種（ポップ種、ポップコーン、Zea mays var. everta）
菓子のポップコーンの原料となる。乾燥させた実を加熱して爆裂させて、ポップコーンにしてから食べる。粒がかたく、アメリカ大陸で古くから栽培されてきたもので、実が完熟してから収穫する。
糯種（ワキシー種、ワキシーコーン、Zea mays var. seratina）
別名「モチトウモロコシ」「モチキビ」「糯種トウモロコシ」ともよばれる。英名の Waxy corn（ワキシーコーン）は、完熟種子表面がワックスしたように、ツルツルしているのでこの名が付けられた。実の色は白色、黄色、黒色、紫色がある。加熱するとモチモチした食感になり、デンプンがもち性を示すため、もち米の代替品として、加工原料に使われる。
- もちもち太郎 - 大和農園が育成して2019年に発売された品種。「もちもち太郎パープル」と「もちもち太郎バイカラー」がある[20]。

軟粒種（ソフト種、ソフトコーン、スターチ・スイートコーン、Zea mays var. amyrae-saccharata）
子実が軟質澱粉により形成されている。
ジャイアントコーン
種子が大きいのが特徴。

### 家畜用飼料となる品種
馬歯種（デント種、デントコーン、Zea mays var. indentata）
成長すると果実に含まれる糖分が、ほとんどデンプンに変わるため通常食用にはしない。主に家畜用飼料、デンプン（コーンスターチ）の原料、エタノール生産に使用。米国のトウモロコシ生産といえば、通常デント種の生産で、飼料向けとエタノール向けが同程度であり、これらが全体の7割超を占め、約1 - 2割が海外への輸出向けとなっている他、残り約1割が工業用などとなるその他向けとして大きな増減なく安定している。
アメリカ合衆国農務省の連邦穀物検査局（FGIS）によると、デントコーンのハイブリッドには2つのカテゴリがあり、穀粒の色（黄色または白）で分類される。黄色デント種は、主に動物飼料およびエタノール、食用油の産業用に用いられる。FGISは、「食品（ 加工肉、トルティーヤチップス、スナック食品、コーングリッツ）、食用グレードのコーンスターチ、紙といったものには、一般的に白色デント種が使用されている」と確認した。デンプン含有量に応じて、黄色デント種も、ヒトが消費する食品の生産に使用される。

## GMコーン
遺伝子組み換え作物（英語: genetically modified organism）であるトウモロコシの総称。
トウモロコシの穀粒（袋積み、サイロ、はしけ）、粉砕加工品（コーングリッツ、コーンパウダー、コーンフラワー、コーンミール等、穀粒を粉砕したもの）について、内在性遺伝子であるトウモロコシSSIIb（スターチシンターゼ IIb）との比較で、PCR法などを用いて定量検査する。意図せず混入した組換え体混入許容値は大豆、とうもろこしについては5%以下を目安とした取引が可能であるとしている。
農林水産省JAS分析試験ハンドブック『遺伝子組換え食品検査・分析マニュアル』（第3版、平成24年9月24日）および 消費者庁『安全性審査済みの遺伝子組換え食品の検査方法』別添遺伝子組換え食品表示関係で規定されている系統は以下の通り。ただし、農林水産大臣・環境大臣はその後も「食用又は飼料用に供するための使用、栽培、加工、保管、運搬及び廃棄並びにこれらに付随する行為」の承認を続けているため、環境省バイオセーフティークリアリングハウス（J-BCH）のカルタヘナ法に基づき承認された遺伝子組換え生物検索システム に登録のあるGMコーンは、2019年8月現在112件（後代系統、使用期限切れ含む）にのぼる。
GMコーン系統の詳細はGM Approval Database（International Service for the Acquisition of Agri-biotech Applications, ISAAA）を参照。
| OECD名称            | 商品名                         | 開発者                                                         | 害虫抵抗性         | 除草剤耐性                   | その他 | 宿主                  |
| ------------------- | ------------------------------ | -------------------------------------------------------------- | ------------------ | ---------------------------- | ------ | --------------------- |
| Event176            | NaturGard KnockOut, Maximizer  | シンジェンタ                                                   | Cry1Ab             | PAT                          | bla    | ランカスター系CG00526 |
| Bt11                | Agrisure CB/LL                 | シンジェンタ                                                   | Cry1Ab             | PAT                          |        | E89 系統              |
| T25                 | Liberty Link Maize             | バイエルクロップサイエンス                                     |                    | PAT                          | bla    | 組織培養由来系統He/89 |
| NK603（フランス語） | Roundup Ready 2 Maize          | モンサント                                                     |                    | aroA:CP4                     |        | AW×CW                 |
| MON863              | YieldGard Rootworm RW, MaxGard | モンサント                                                     | Cry3Bb1            |                              | nptII  | 自殖系統A634          |
| DAS-01507-1         | Herculex I, Herculex CB        | ダウ・アグロサイエンス、デュポン Pioneer Hi-Bred International | Cry1F              |                              | PAT    | 自殖系統A188×B73      |
| MON810（英語）      | YieldGard, MaizeGard           | モンサント                                                     | Cry1Ab             | aroA:CP4, glyphosate oxidase | nptII  | A188 X B73            |
| DAS-59122-7         | Herculex RW                    | ダウ・アグロサイエンス、デュポン Pioneer Hi-Bred International | Cry34Ab1, Cry35Ab1 |                              | PAT    | A188 X B73            |
| MON88017            | YieldGard VT Rootworm RR2      | モンサント                                                     | Cry3Bb1            | aroA:CP4                     |        | A x HiII              |
| MON89034            | YieldGard VT Pro               | モンサント                                                     | Cry2Ab, Cry1A.105  |                              |        | A188 X B73            |

| 名称   | 商品名                         | 開発者       | 害虫抵抗性 | 除草剤耐性 | その他 | 宿主               |
| ------ | ------------------------------ | ------------ | ---------- | ---------- | ------ | ------------------ |
| GA21   | Roundup ReadyMaize, Agrisur GT | モンサント   |            | mepsps     |        | AT 系統            |
| MIR604 | Agrisure RW                    | シンジェンタ | mCry3A     |            | PMI    | NP2499/NP2500 系統 |
| MIR162 | Agrisure Viptera               | シンジェンタ | vip3Aa20   |            | PMI    | NP2499/NP2500 系統 |

- Maize - トウモロコシ
- 宿主は全てデント種（var. indentata）に属する
- チョウ目害虫抵抗性
  - Cry1Ab delta-endotoxin
  - modified Cry1F protein
  - Cry2Ab delta-endotoxin
  - Cry1A.105 protein which comprises the Cry1Ab, Cry1F and Cry1Ac proteins
  - vegetative insecticidal protein (vip3Aa variant)
- ウェスタンコーンルートワーム耐性
  - Cry3Bb1 delta endotoxin
  - Cry34Ab1 delta-endotoxin
  - Cry35Ab1 delta-endotoxin
  - modified Cry3A delta-endotoxin
- 除草剤
  - phosphinothricin N-acetyltransferase (PAT) enzyme - グルホシネート耐性
  - strain CP4 herbicide tolerant form of 5-enolpyruvulshikimate-3-phosphate synthase (EPSPS) enzyme, cp4 epsps; aroA:CP4 - グリホサート耐性
  - modified 5-enolpyruvylshikimate-3-phosphate synthase (EPSPS) enzyme; mepsps - グリホサート耐性
  - glyphosate oxidase - グリホサート分解
- 選択マーカー
  - beta lactamase enzyme (bla) - アンピシリンなどの抗生物質耐性
  - neomycin phosphotransferase II enzyme (nptII) - アンピシリンなどの抗生物質耐性
  - Phosphomannose Isomerase (PMI) enzyme - マンノース代謝能

## 歴史

### 起源

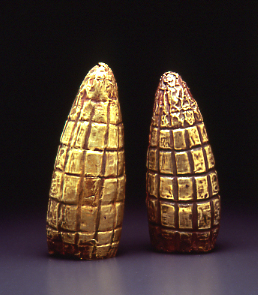
紀元300年頃の南米モチェ文化の黄金のトウモロコシ像（ペルー、リマのLarco博物館蔵）

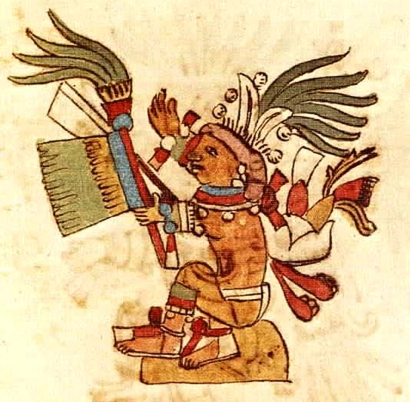
センテオトル。アステカ文明におけるトウモロコシの神

トウモロコシの起源として、かつてはメキシコからグアテマラにかけての地域に自生しているテオシント、トウモロコシの亜種とされる Zea mays mexicana または Euchlaena mexicana、和名ブタモロコシ）が起源だとする説や、絶滅した祖先野生種とトリプサクム属（Tripsacum）、トリプサクム属とテオシントなど、2つの種を交配させて作り出されたとする説が存在した。
このうち現在最も支持されているのはテオシント起源説で、遺伝子解析などの結果から裏付けられている。トリプサクム属を起源とする説はマイクロサテライト解析の結果、否定されている。また、テオシントとトウモロコシの分岐年代は約9200年前とされている。
原産地は中米地域、単一原産地ではなく中米の2つ以上の地域で別々に品種改良が行われて誕生したという説が有力である。
トウモロコシは、起源地からメキシコ高地で多様化した後、「メキシコ西部・北部 → 北米南西部 → 北米東部 → カナダ」あるいは「メキシコ南部・東部 → グアテマラ → カリブ諸島 → 南アメリカ低地 → アンデス高地」へと伝播したと考えられている。早くから南北アメリカ大陸の主要農産物となっていた。新大陸においてはアマランサスやキノアなどの雑穀を除くと唯一の主穀たりうる穀物であり、マヤ文明やアステカ文明においてもトウモロコシが大規模に栽培され、両文明の根幹を成していた。南アメリカのアンデス山脈地域においてはジャガイモを中心とした芋類が主食作物として枢要を占めてきたが、トウモロコシも重要な作物であり、特に祭祀や饗宴儀礼に用いられる酒（チチャ）の原料として大量消費されてきた。インカ帝国では階段状の農地を建設しトウモロコシの大量栽培を行っていた。

### 旧世界への伝播
1492年、クリストファー・コロンブスが新大陸を発見した際、キューバ島の現地のカリブ人が栽培していたトウモロコシを持ち帰ったことでヨーロッパに伝わった（コロンブス交換）。ほぼ即座に栽培が始まり、1500年にはセビリアにおいて栽培植物としての記録が残っている。経緯は不明だが最初の大規模栽培はトルコ（オスマン帝国）から始まり「トルコ小麦」と呼ばれた。目新しい植物であるトウモロコシは18世紀初頭まで十分の一税の対象となっておらず、粟と転換する形で急速に伝播した。
16世紀半ばには地中海沿岸一帯に広がり、16世紀末までにはイギリスや東ヨーロッパにも広がってヨーロッパ全土に栽培が拡大した。ヨーロッパにおいては当初は貧困層の食料として受け入れられ、それまでの穀物に比べて圧倒的に高い収穫率は「17世紀の危機」を迎えて増大していた人口圧力を緩和することになった。また、大航海時代を迎えたヨーロッパ諸国の貿易船によってこの穀物は世界中に瞬く間に広がり、アフリカ大陸には16世紀に、アジアにも16世紀初めに、そしてアジア東端の日本にも1579年に到達している。この伝播は急速なもので、1652年にアフリカ南端のケープタウンにオランダ東インド会社がケープ植民地を建設した際、既に現地のコイコイ人には陸路北から伝播したトウモロコシが広まっていた。
アフリカにおいては伝播はしたものの、19世紀に至るまではソルガムなど在来の作物の栽培も多かった。しかし19世紀後半以降、鉱山労働者の食料などとしてトウモロコシの需要が増大し、また労働者たちは出稼ぎを終えて自らの村に戻った後も慣れ親しんだトウモロコシの味を好むようになった。さらに、トウモロコシはソルガムよりも熟すのが早いため、従来の端境期においても収穫することができた。このため、特に東アフリカや南部アフリカにおいてソルガムからトウモロコシへの転換が進んだ。しかしトウモロコシはソルガムに比べて高温や乾燥に弱かったため、サヘル地帯などの高温乾燥地帯では旧来の雑穀を駆逐するまでには至らなかった。
なお、一般には前述のクリストファー・コロンブスによって旧世界に持ち帰られて広まったとされているが、コロンブス以前に既に旧世界に存在しており、12世紀のアフリカ、13世紀のイベリア半島（スペインやポルトガル）で栽培されていたとする研究がある。古代ポリネシア人が太平洋を越えてアメリカの産物や技術をアフリカへ移動させ、その中にトウモロコシも含まれていたという説もある。

### 日本への伝播

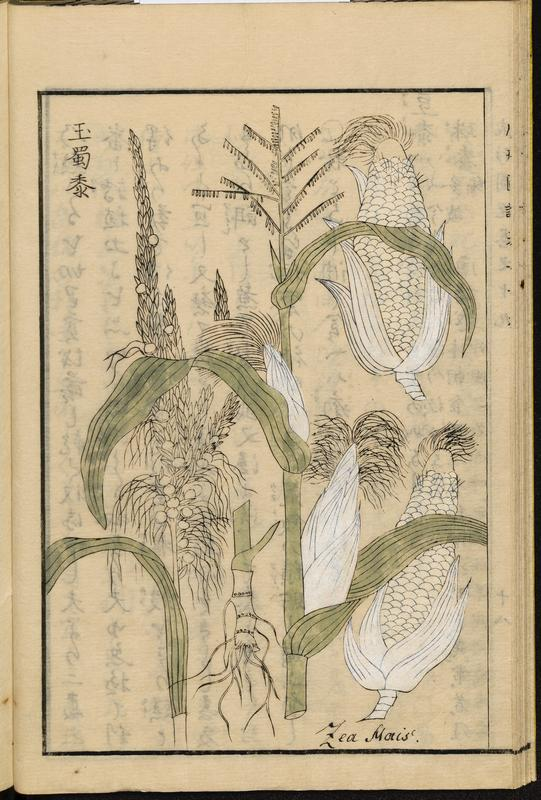
トウモロコシ、江戸時代の農業百科事典『成形図説』のイラスト（1804年）

日本への伝搬は3つの経路があるが、最も古い経路は南西経路と呼ばれるヨーロッパ人から伝えられた経路である。いくつかの説があるが、ド・カンドルは1579年ごろ（天正年間）にポルトガル人によって熱帯型の硬粒種（フリント種）が長崎にもたらされたとしている。黍に似ているということで、当時は「とうもろこし」という名の他に「なんばんきび」とも呼ばれ、漢字では南蛮黍、あるいは玉蜀黍（玉は美しい、蜀は外国の意）と書かれた。
その後、阿蘇山麓や四国の山中、富士山麓など気候や水利の面で稲作に向かない地域に広がり、18世紀末には蝦夷地のモロラン（現在の北海道室蘭市）に至っている。ただし当時は硬い硬粒種しか無かったので、あくまで雑穀扱いであり、粥や餅に混ぜてかさ増しに使われることが多かった。江戸時代の農学者宮崎安貞が『農業全書』（1697年）の中で菓子の原料に向くと記載した。人見必大による料理書『本朝食鑑』（1697年）には「火にあぶって食べるか、乾燥して粉に挽き、餅にするのもよい」と書かれ、加工品として食されていた。
栽培が本格化したのは明治時代である。明治初年に、近代の育種法によって作られたアメリカの早生のデント種、フリント種が北海道に導入され、開拓使によって大規模な畑作が始まった。トウモロコシは生食、飼料として定着し、やがて東北地方や関東に広がった。この伝播経路を北海道経路と呼び、南西経路とともに日本への主な伝播経路となった。明治の中期ごろから、札幌（旧：平岸村）の農家によって始められた大通公園内の焼きトウモロコシ屋台が人気を呼ぶようになった。
1914年（大正3年）に「ゴールデンバンタム」が北海道で「黄金糯」の品種名で優良品種登録。1929年（昭和4年）に日本食品製造合資会社の創始者が、札幌市に缶詰工場を建設し、スイートコーンの缶詰製造を開始した。
第二次世界大戦後の1953年（昭和28年）、アメリカから新しいスイート種が導入され、青果用の未熟トウモロコシの栽培が急増した。育苗会社や農業試験場が世界中の苗を取り寄せて作り出した交雑品種が広く導入される事例が増え、こういった導入経路は自在経路と呼ばれている。1950年に開発された「ゴールデン・クロス・バンタム」が最初の例となった。
1953年「ゴールデンクロスバンタム」がアメリカから導入されて、缶詰用・生食用として普及し、1971年（昭和46年）には坂田種苗（現：サカタのタネ）がスーパースイート種「ハニーバンタム」を導入し、従来品より甘いトウモロコシが広まった。

## 栽培
栽培期間は一般的に4月中旬から8月で、春に種をまき、晩春から夏の間に生長して、7 - 8月の夏のあいだに収穫をする。高温・多日照を好む性質で、栽培適温は22 - 30度、発芽適温は25 - 30度とされ、生育には高温を必要とし低温だと発芽しにくい。正常な受精のための適温は、12度以上、35度以下とされる。連作は可能である。多くの実がなるようにするためには、雌花に多くの花粉が受粉できるようにするのが重要で、畝に2列以上で作るようにする。栽培土壌は弱酸性で有機質に富み、耕土が深く水はけが良い圃場がよい。根は病害虫に強く、野菜畑の輪作作物として適している。根の力は強いが、切れてしまうと根は再生しないため、移植には向いていない。吸肥力は野菜の中でも最も強い方で、一般的な肥沃度の畑でよく育つが、食味がよい品種は草勢が強くないので、追肥を必要とする。
トウモロコシは風媒花で、受粉と受精がスムーズに行えるように、同じ品種を1つの場所にまとめて栽培する。飼料用などの他の品種が近くにあると、交雑して品種本来の特性が出せないため、同じ場所では1シーズンに1品種を作付けしたり、別品種を植えるときは出穂（開花期）がずれるように播き時期をずらすか、距離を離して栽培する。
種まきは4月中旬ごろに行い、根が深く張るために元肥を多くすき込んだ畑を深くまで耕してから、幅90 cm以上の畝をつくる。畝にはマルチングを行って保温と土壌乾燥を防ぎ、1か所あたり種を3 - 4粒ずつ、条間50 cmの2列で30 cm間隔でまき、2 - 3 cmと厚めに覆土する。しっかり水やりすると発芽するので、2回に分けて間引きし、草丈10 - 15cmぐらいになるまでに最終的には1か所1本にする。間引きで丁寧に抜き取った苗であれば、他の場所に植えて育てることもできる。苗をつくる場合は、育苗ポットなどに種をまき、発芽後の本葉が3 - 4枚になったら定植する。
トウモロコシは肥料の吸収力が強く、初夏の生長期には肥料を必要とするので、草丈30 - 40 cmくらいのときに追肥を行う。また、倒伏防止のため、追肥と一緒に株元は軽く土寄せをする。雄花がついたときと、雌花がついたときには、それぞれ再度追肥を行う。7月ごろから1本の茎には雌花が数個つくが、充実した実をとるために芽かき（摘果）を行って、上から1つ、もしくは2つだけ雌花を残す。摘果した雌花は、ベビーコーン（ヤングコーン）として食べることができる。出穂以降の果実肥大期は水分の必要期のため、水切れが起こらないように管理をする。雌花が受粉してひげが茶色に色づいたころ（受粉後20 - 25日ぐらい）が収穫適期である。鮮度が落ちが早いため当日食べる分を早朝に収穫し、果実を触って実が膨らんで充実しているのを確かめてから、根元からもぎ取って収穫する。
トウモロコシの種や発芽直後の幼芽は鳥類の好物になり、直まきの場合に食べられてしまう被害を受けることがある。鳥害から守るために、育苗後に定植するか、直まきした上に不織布などをベタ掛けして防ぐ。発芽がそろい、緑色の葉が出たら、遅れないようにベタ掛け資材を取り外す。
- 雄穂除去（英語版） - 品種改良で交配をコントロールしたり、強風で倒れないように行われる。
- トウモロコシの病気一覧（英語版）
- スイートコーンの品種一覧（英語版）、遺伝子組み換えトウモロコシ（英語版）
- スリーシスターズ農法（英語版） - アメリカ先住民が行っていた相性の良いトウモロコシ・かぼちゃ・豆を混作する農法
- プッシュ・プル法（英語版） - 害虫を誘因するおとり作物と忌避作物を組み合わせる農法

## 生産と流通
| 国             | 生産量（千t） |
| -------------- | ------------- |
| アメリカ合衆国 | 397,603       |
| 中国           | 259,071       |
| ブラジル       | 97,911        |
| アルゼンチン   | 49,476        |
| インドネシア   | 28,924        |
| インド         | 28,750        |
| メキシコ       | 27,763        |
| ウクライナ     | 24,669        |
| ルーマニア     | 14,326        |
| カナダ         | 14,095        |
| 世界           | 1,164,401     |

日本で食べられているものはスイートコーンの粒種がほとんどだが、世界的には加工品種のデントコーン（馬歯種）の栽培の方が圧倒的に多い。飼料やデンプン、油になるのはデント種やワキシー種などの別品種で、そのほとんどは輸入に頼っている。
日本の主な産地は、千葉県、北海道、群馬県、茨城県、山梨県、愛知県などである。生鮮または冷凍トウモロコシの輸入先は、アメリカ、オーストラリア、中華人民共和国、ニュージーランド、中華民国など。乾燥または粉状トウモロコシは、アメリカ、ベトナム、中華民国、中華人民共和国、タイなどから輸入されている。
トウモロコシの世界全体の生産量は、2017年には約11億6440万トン（t）で、うちアメリカ合衆国が3億9760万t以上を生産して3割強を占め、世界最大の生産国となっている。2010年から2019年10年間の総計においては、アメリカ合衆国、中華人民共和国、ブラジル、アルゼンチン、ウクライナが生産国の上位5カ国となっている。
国際取引に関する2010年から2019年10年間の総計においては、輸出国上位5カ国は、アメリカ合衆国、アルゼンチン、ブラジル、ウクライナ、フランスであり、輸入国上位5カ国は、日本、大韓民国、メキシコ、エジプト、台湾である。中華人民共和国は世界第2位の生産国であるが、国内需要に追いついておらず近年輸入量が増大する傾向があり、2019年には497万トンの輸入を行なっている。
アメリカは世界最大の輸出国であり、シェアは3割程度を占める。このため、アメリカの主要生産地帯の天候によって世界の在庫量・価格が左右され、先物取引の対象ともされている。トウモロコシは国際的な商品先物取引の対象商品であり、国際取引指標はシカゴ商品取引所（CBOT）において形成される。また、 ユーロネクストにおいても取り扱われている。
近年では、病虫害に強くなるように遺伝子組換えを行った品種が広がっている。トウモロコシは雑種強勢であり、これを利用したハイブリッド品種の開発によって収量が急増したが、一代雑種であるため栽培農家は収穫から翌年用の種を準備することができず、種は種苗会社から毎年購入しなければならない。これによって種苗会社は毎年巨大な収益を上げることができるようになり、アグリビジネスが巨大化していくきっかけとなった。
| 輸出             | 輸出 | 輸入       | 輸入 |
| ---------------- | ---- | ---------- | ---- |
| アメリカ合衆国   | 53.0 | メキシコ   | 15.3 |
| ブラジル         | 29.2 | 日本       | 14.5 |
| アルゼンチン     | 23.7 | 韓国       | 9.3  |
| ウルグアイ       | 19.4 | エジプト   | 8.3  |
| ロシア           | 5.1  | ベトナム   | 7.7  |
| フランス         | 4.2  | スペイン   | 7.4  |
| ルーマニア       | 3.7  | イラン     | 7.3  |
| ハンガリー       | 3.5  | イタリア   | 5.4  |
| 南アフリカ共和国 | 2.2  | オランダ   | 5.2  |
| パラグアイ       | 1.9  | コロンビア | 4.9  |

20世紀中頃になると、品種改良されたハイブリッド品種による収量増加は先進国から発展途上国へと広がっていった。いわゆる緑の革命である。これによりトウモロコシの生産はさらに増加したが、新品種開発は飼料用トウモロコシが中心であり、穀物として使用される主食用トウモロコシにおいてはさほど進まなかった。このため、トウモロコシを主食とするメキシコやアフリカ諸国においては、トウモロコシの生産性はさほど向上していない。21世紀においては、収量の向上とともに後進国住民に蔓延するビタミンA、ナイアシン不足に対応するためのハイブリッド品種が開発され、ナイジェリアなどへの投入が試みられている。
日本はトウモロコシのほとんどを輸入に依存している。農林水産省や総務省、財務省などの統計上の分類ではトウモロコシは穀類のことであり、そのほとんどは飼料として、一部が澱粉や油脂原料として加工されるものである。その量は年間約1600万tで、これは日本の米の年間生産量の約2倍である。日本は世界最大のトウモロコシ輸入国であり、その輸入量の9割をアメリカに依存している。また、日本国内で消費される75%は家畜の飼料用として使用されている。飼料用としては粗飼料となる「青刈りとうもろこし（コーンサイレージ）」、濃厚飼料となる「子実などを利用するトウモロコシ」が国内の酪農家などで生産されており、年間450 - 500万t程の収量があるが、そのほとんどは自家消費されて「流通」していないため、統計上自給率は0.0%となっている。
一方、未成熟状態で収穫する甘味種で一般的に小売され家庭や飲食店で消費されるものは、統計上「スイートコーン」と呼び、野菜類（青果）に分類される。年間国内生産量25 - 30万tに対し生鮮スイートコーンの輸入量は10t台で推移しており、店頭で販売される生食用スイートコーンはほぼ全量が国内産となっている。ただし、この他に冷凍や調製されたスイートコーンの輸入が9万tから10万tほどある。平成22年度のスイートコーン国内総生産量は23万4700tであり、都道府県別にみると最も生産が多かったのは北海道（道内各地、特に十勝、上川地方）で10万7000tにのぼり、国内総生産量の約40%を占めている。次いで生産量が多いのは千葉県の1万6900t、茨城県の1万4500t、群馬県の1万0400t、長野県の9400tの順となっている。国内で生産されているものは、缶詰やそのまま食用にされるものがある。
輸入された遺伝子組換えトウモロコシは、スーパーマーケットなどで一般的に市販されている食品に含まれる、植物性油脂、異性化液糖、アルコール、香料、デンプン、果糖などの原料として日本国内で流通している（日本では表示義務の対象となるのは、とうもろこしなど8種類の農産物と、これを原材料とする33種類の加工食品だけで、前述のものに表示義務はない）。日本ではまだ遺伝子組み換え作物の商業栽培は始まっていない。

## 消費
- 年間100kg以上
- 年間99kgから50kg
- 年間49kgから19kg
- 年間18kgから6kg
- 年間5kg以下

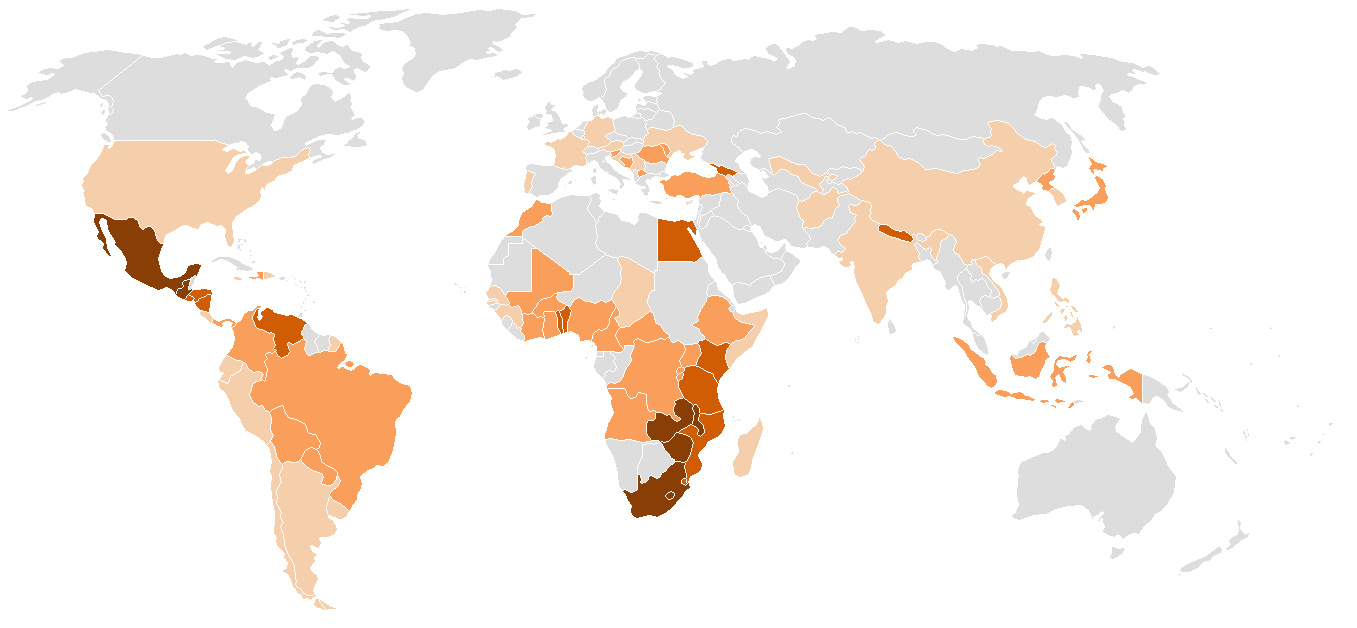
食用としてのひとりあたりトウモロコシ年間消費量

2007年度のトウモロコシの世界消費は、家畜の飼料用が64%で最も多く、ついでコーンスターチ製造などに用いられる工業用が32%を占め、直接の食用はわずか4%にすぎない。トウモロコシの直接食用としての消費量は、上図のように国によって大きく偏りがある。アメリカや中国のように、大生産国でありながらあまり食用に用いない国も多い。最も食用としての消費が大きいのは、トウモロコシから作るトルティーヤを常食とするメキシコや、パップ、サザやウガリといったトウモロコシ粉から作る食品を主食とするアフリカ東部から南部にかけての地域である（右図参照）。
なお、上記のように主食用トウモロコシと飼料用・工業用トウモロコシとは品種が違うため、飼料用トウモロコシの消費を減らして主食用に転用することは一概に可能とも言えない（主食用を飼料用や工業用に転用することはできる）。かつてケニアで大旱魃が起きた際、アメリカ合衆国がトウモロコシ粉の食料援助を行ったが、その粉がケニアでウガリなどにする食用の白トウモロコシではなく、ケニアでは食用に用いない黄色トウモロコシであったため、ケニア政府が援助をアメリカに突き返したこともあった。
近年、最大の生産国であるアメリカにおいてトウモロコシを原料とするバイオマスエタノールの需要が急速に増大し、エタノール用のトウモロコシ需要は1998年の1300万tから2007年には8100万tにまで急拡大した。これによりトウモロコシの需要は拡大したが、一方で生産がそれに追いつかず、これまでの食用・飼料用の需要と食い合う形となったために価格が急騰し、2007年-2008年の世界食料価格危機を引き起こした原因の一つとなったという説もある。

## 用途

トウモロコシのアミノ酸スコア

トウモロコシの果実は食用され、栄養成分はでんぷん質が多く、ビタミンB1・B2、カリウム、たんぱく質、食物繊維などが含まれ、その他の有効成分としてキサントフィル、メラトニンなどが含まれる。トウモロコシの外皮には食物繊維が多く、腸内コレステロールと結びつき体外へ排出する働きをするため、血管を若く保ち、動脈硬化の予防に役立つ。また、トウモロコシの黄色い色素はキサントフィルに由来し、血管を軟らかく保つ効用がある。トウモロコシのひげは、南蛮毛といわれ、昔から急性腎炎のむくみをとるのに利用されている。ひげの数がそのまま実の数になるため、ひげが多いものほど実がぎっしり詰まっており、茶色が濃いほど良く熟している。

### 食用
果実は、主食食料、菓子、酒の原料として重要である。乾燥したトウモロコシは穀類に分類される。野菜として利用するのは甘味種（スイートコーン）の未熟果で、主な旬は6 - 9月であるが、鮮度落ちが早く、収穫後1日おくだけでも味、栄養素とも半減して風味が損なわれていく。そのため、収穫した日のうちに茹でて、すぐに食べるか、3 - 4日程度ならば冷蔵保存できる。生の果実の食べ方は、焼く、茹でる、蒸すなどして食べるほか、スープや和え物、炒め物、かき揚げにするなど利用法は多岐にわたる。加工品としては、粉食用のコーンミール、コーングリッツ、コーンフラワー、コーンスターチなどがあり、いずれも菓子パンや料理に幅広く使われる。
トウモロコシの栽培化が行われたメソアメリカでは、トウモロコシは古来重要な主食作物であった。乾燥した種子は石灰を加えた水で煮てアルカリ処理してからすり潰し、マサという一種のパン生地に加工して、各種の調理に用いられた。代表的なものが、メキシコで食される、薄く延ばして焼いた無発酵パンの一種であるトルティーヤ、あるいはマサを他の具材と主に植物の葉で包んで蒸したタマルである。このアルカリ処理は、現在ではニシュタマリゼーションと呼ばれている。南米のアンデス地域では、アルカリ処理せずに粒のまま煮て食べることが多い。この地域での主食作物はジャガイモなどの各種芋類がより重要で、トウモロコシは先述のような煮て食べる以外に、発芽させたものを煮て糖化させ、さらに発酵させてチチャという酒にすることが多い。
古くから小麦、雑穀などを製粉して利用してきたヨーロッパやアジア、アフリカなどにトウモロコシが導入されると、やはり製粉して調理されるようになった。米国のコーンブレッドのように水でこねて焼くもの、イタリアのポレンタや東欧のママリガ、東アフリカのウガリやンシマなどのように煮立った湯の中に入れて煮ながらこねあげ、粥や固形状にするもの、中国のウォートウ（窩頭）のように蒸しパン状にするものなどがある。
現代の日本ではこうした主食としての利用はあまりなじみがない。高度経済成長以前には、山梨県の富士北麓地方など米の収穫量の少ない寒冷地や山間地では、硬粒種のトウモロコシの完熟粒を粒のまま、あるいは粗挽きにしたものを煮て粥にしたり、石臼で製粉しておやきを作るなどして利用していた地域も少なくなかった。
未熟な穂は、焼いたり茹でたりすることで野菜として利用される。こうした用途には甘味種が供されることが多い。野菜として少々特殊なものにベビーコーン（ヤングコーン）がある。これは生食用甘味種の2番目雌穂を若どりして茹でたもので、サラダや煮込み料理などに用いられる。さらに特殊なものとして、メキシコではクロボキン類の一種であるトウモロコシ黒穂病菌（Mycosarcoma maydis）に感染した穂（菌えい）を「ウイトラコチェ（Huitlacoche）」と呼んで食用とした。
そのほか、食材としての利用は多岐にわたり、コーンスープ（西洋料理のコーンポタージュ、中華料理の玉米羹・粟米羹）、バターコーン、ポップコーン、コーンフレークなどにする。またコーンパフとしてスナック菓子の原料としても多く用いられている。南アフリカを中心とした南部アフリカではトウモロコシの粉を乾燥させたミリミルを、水や湯で溶かしてから、煮たパップ（pap）という白いマッシュポテトのような、餅と粥の間の食感のものが主として黒人層での主食である。パップはトウモロコシの成分が濃縮しており、7割以上が糖質のため、これらの地域の肥満の原因の一つでもある。若干発酵させたものはサワーパップと呼ばれる。
飲用としては、ビールやウイスキー（主にグレーン・ウイスキーやバーボン、アメリカン・ウイスキー、テネシー・ウイスキー）など、アルコール飲料の原料となる他、焙煎したトウモロコシを煮だしたコーン茶もある。紫トウモロコシで作られたチチャモラーダ（スペイン語: chicha morada）というアルコール分のないジュースもある｡

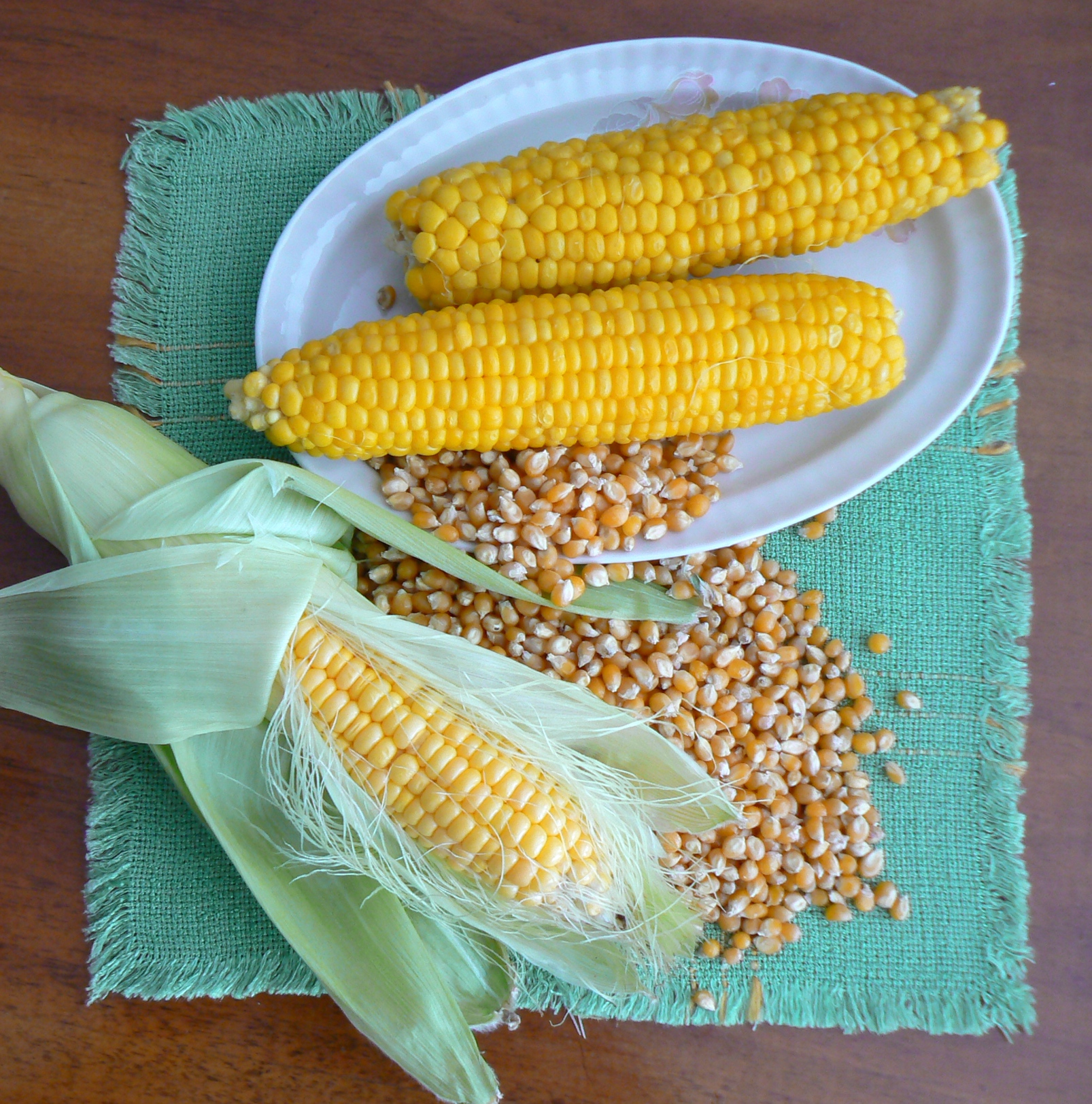
茹でたトウモロコシと茹でる前のトウモロコシ
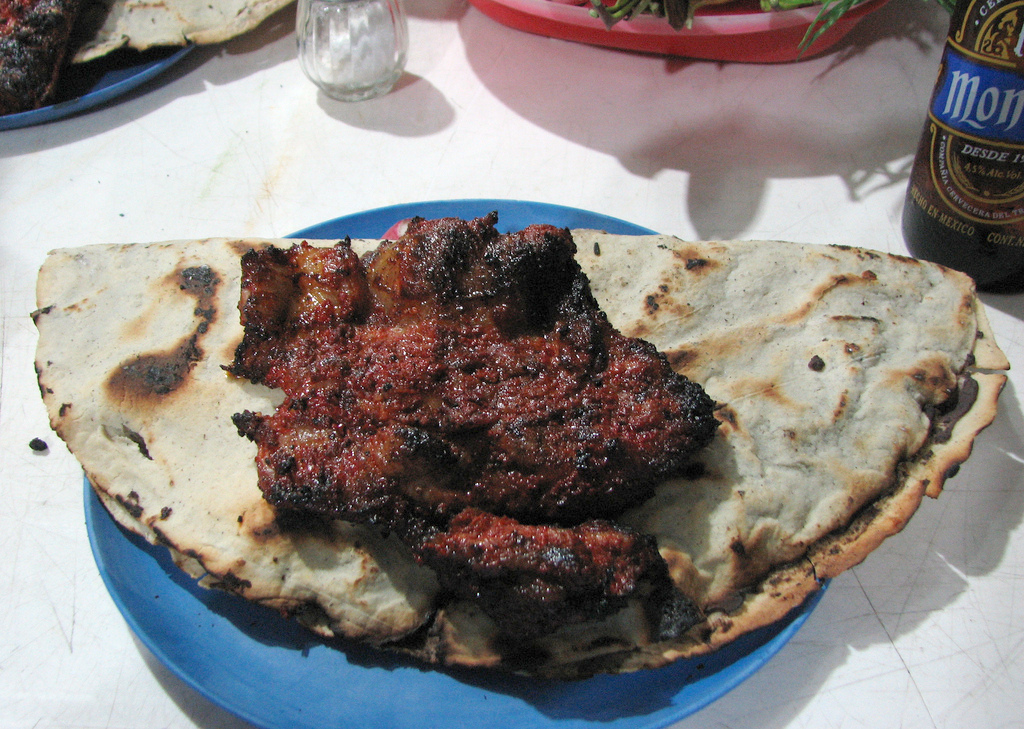
トルティーヤとハラミのステーキ
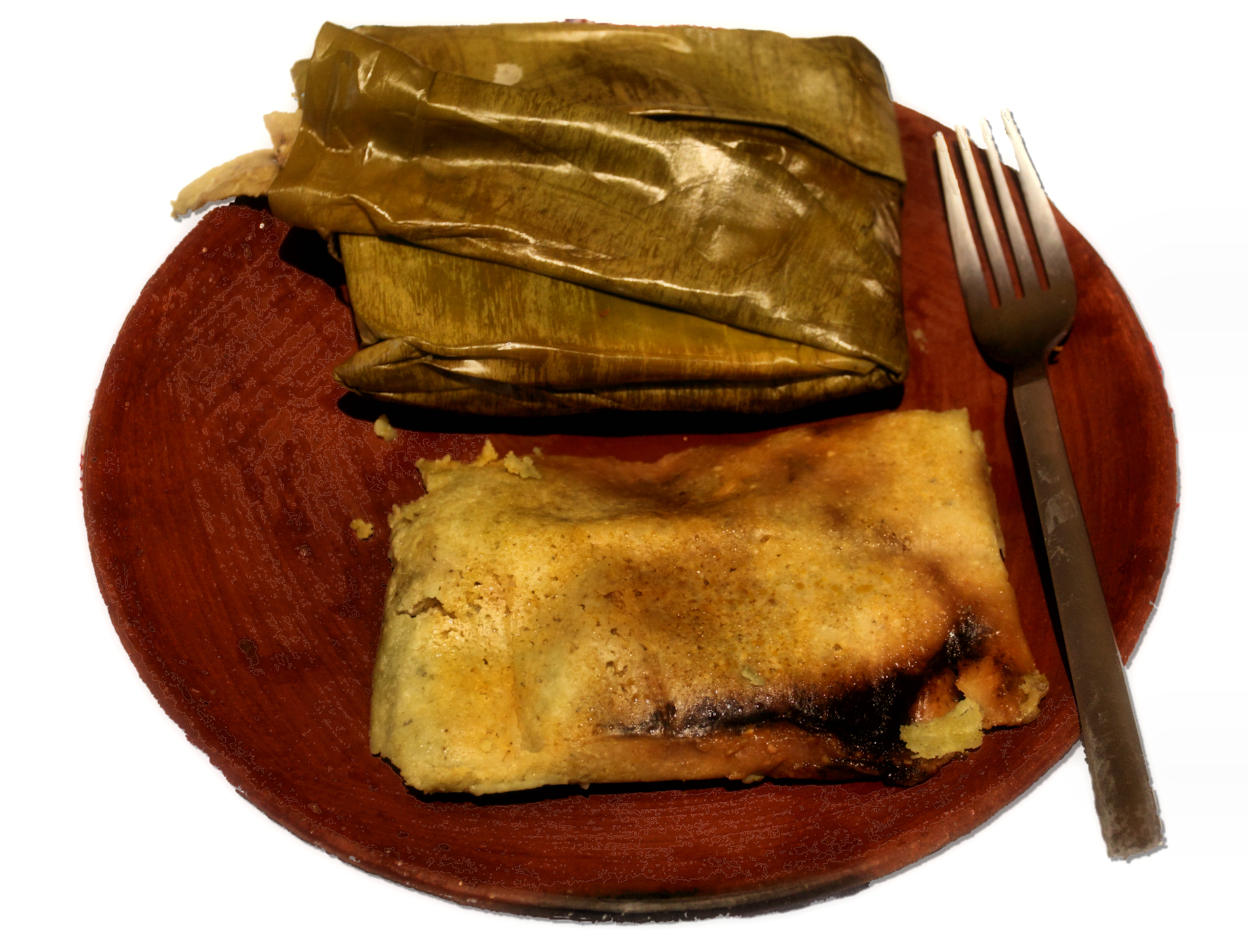
メキシコ、オアハカのタマル。上はバナナの葉で包んだ状態
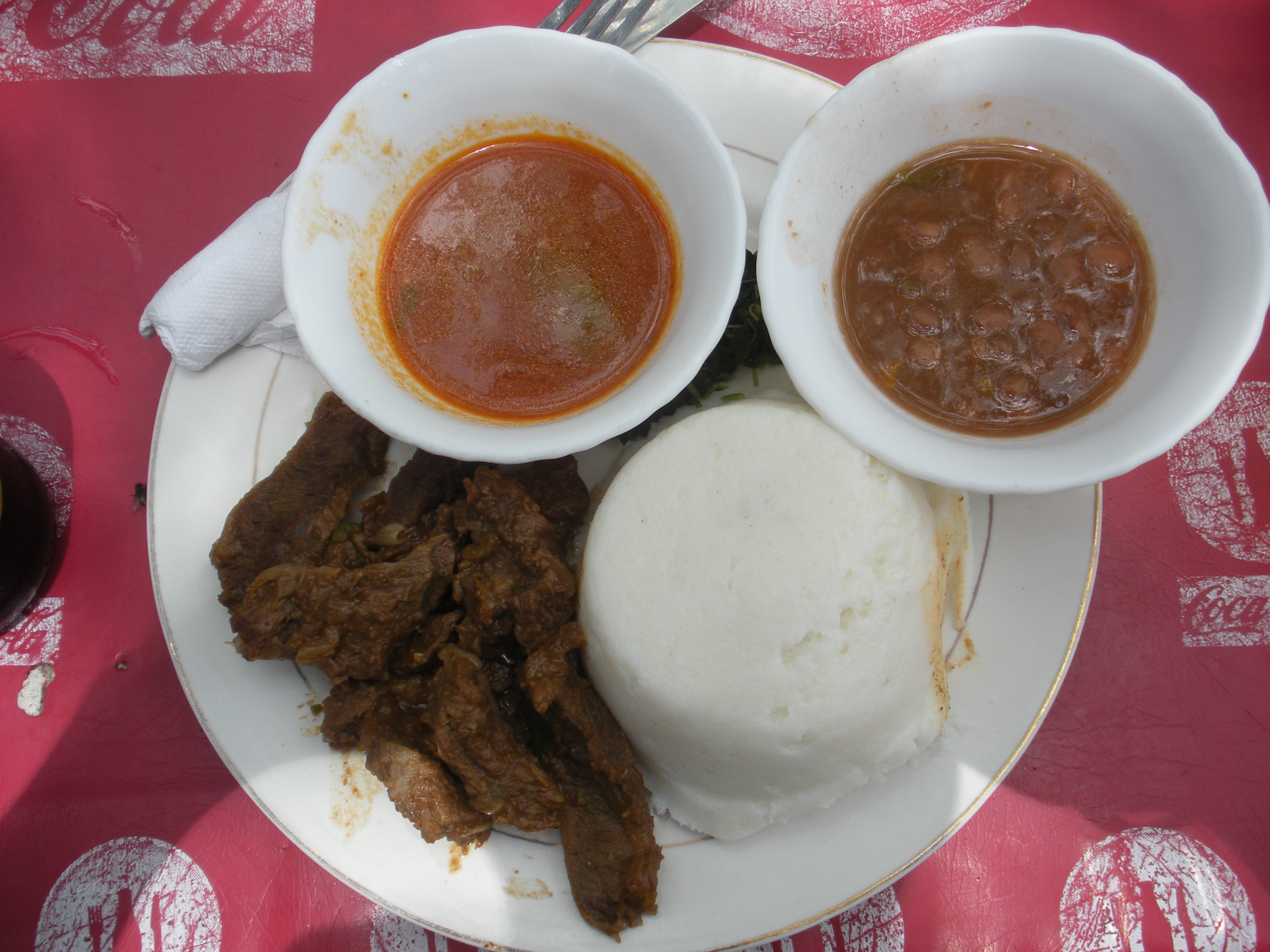
ミリミルを茹でて作る南部アフリカの主食のウガリ（パップ、サザ）

### 栄養価
主食として食べられるほど炭水化物（デンプン）が多く、野菜としては高カロリーで、食物繊維が多く、ビタミンB1・B2・E、カリウムなどの各種栄養素がバランス良く含まれている。トウモロコシの一粒一粒を包んでいる皮はセルロースという不溶性の食物繊維で、その含有量はサツマイモの4倍に相当し、便秘や大腸がんの予防に役立つ。胚芽部分に含まれるリノール酸は、悪玉コレステロール値を下げて動脈硬化予防に役立つといわれている。ただし、表皮は消化が悪いため、胃腸の弱い人は食べ過ぎると下痢を起こすこともある。ビタミン類ではビタミンB1が豊富で、糖質をエネルギーに変えるときに働くビタミンとしても知られる。ビタミンEが豊富と書かれている文献もあるが、特筆するほどビタミンEが多いわけではない。野菜の中ではリンを多く含んでいる。
トウモロコシの種実には、体内で合成できない必須アミノ酸の一つトリプトファンが少ない。そのため、古来よりトウモロコシを主食とする地域の南アメリカ、米国南部、ヨーロッパの山間地、アフリカの一部などでは、トリプトファンから体内で合成されるビタミンB群の一つナイアシンの欠乏症であるペラグラ（pellagra、俗にイタリア癩病）にかかりやすく、現在でもこれが続いている地域がある。なお原産地であるメソアメリカでは、古来より前述のアルカリ処理を行うことで欠乏症を防いでおり、ペラグラとは無縁である。

### 食用外

#### 果実（種子・胚芽）
トウモロコシの実は、人間の食用としての他、畜産業での飼料として大量に消費されている。そのほか、デンプン（コーンスターチ）や、サラダオイルなどに用いられるコーン油の供給源としても利用されている。2007年度には、家畜の飼料用が世界総消費の64%、コーンスターチ製造やコーン油などに用いられる工業用が32%を占めた。また、鯉や黒鯛等を釣る釣り餌としての需要もある。
トウモロコシからは効率よく純度の高いデンプンが得られるため、工業作物としても重要な位置を占める。胚乳から得られるデンプンは製紙や糊などに使用される他、発酵によって糖やエタノールなど、様々な化学物質へ転化されている。こうして作られるコーンシロップは甘味料として重要である。近年では環境問題や持続的社会への関心から、生分解性プラスチックであるポリ乳酸や、バイオマスエタノールとしてブラジルでは自動車燃料などへの用途も広がりつつある。
また、アメリカ合衆国では、飼料用のトウモロコシの実を燃料にする暖房用ペレットストーブが、コーンストーブと呼ばれて製造販売されている。
特にアメリカでは、バイオマスエタノールの原料として注目されて価格が急騰し、2008年にはアメリカ国内需要の3割を占めるようになり、大豆からの転作も進んでいるが、大豆や小麦に比べて成長に水を消費するため、一部の地域で水資源の不足が問題になりつつある。また、エタノール相場とトウモロコシ相場のミスマッチや輸送供給のためのインフラの不整備によって起こる採算の悪化や、エタノールに対応する機種が少ないことなどからバイオマスエタノール用の需要が伸び悩み、供給過剰によって生産されたエタノールの価格がガソリン価格の暴騰にもかかわらず横ばいを続けているなどの問題もある。
果実は、胃腸の調子を整える薬効がある玉蜀黍（ぎょくしょくしょ）と称される生薬にもなり、茹でて食される。胚芽から搾った脂肪油は、薬の溶剤や軟膏の基剤としての利用もある。
そのほか、文化的な用途としては、「インディアンコーン」とも呼ばれるフリントコーン種が北米の感謝祭の間（または収穫期の間）、ドアやテーブルに飾るなどする習慣がある。

#### 軸
実を取ったあとの軸（コブ）は、合成樹脂材料のフルフラールやフルフリルアルコール、甘味料のキシリトールなどの製造原料となる。粉砕した粉はコブミールと呼び、キノコの培地、建材原料、研磨材などにも利用されている。
芯が柔らかく円筒形に加工しやすいことから、喫煙具（コーンパイプ）として用いられる。第二次世界大戦戦後処理で連合国軍最高司令官総司令部総司令官の任についたダグラス・マッカーサーの写真でしばしばコーンパイプを手にした姿を見ることができる。現在のコーンパイプは、1946年に芯を使うことを目的として開発されたコーンパイプ用の品種を材料にして作られている。

#### 茎・葉
茎や葉は家畜飼料やすき込みの肥料（堆肥）の材料に役立てられ、そのために栽培される青刈りのトウモロコシもある。抜いた後放置し、枯れたものを裁断して土にすき込み、肥料として利用することもできる。
種子が硬く色彩の美しいものは包葉を取り除くかバナナ皮のように剥いて乾燥し、観賞用とする。取り除いた包葉も繊維、あるいは布の代用とされることがある（包葉を使ったバスケットなど）。
青森県十和田市では、1947年頃からトウモロコシの皮（きみがら）を材料にした「きみがらスリッパ」が編まれ、特産品になっている。 

#### 花柱

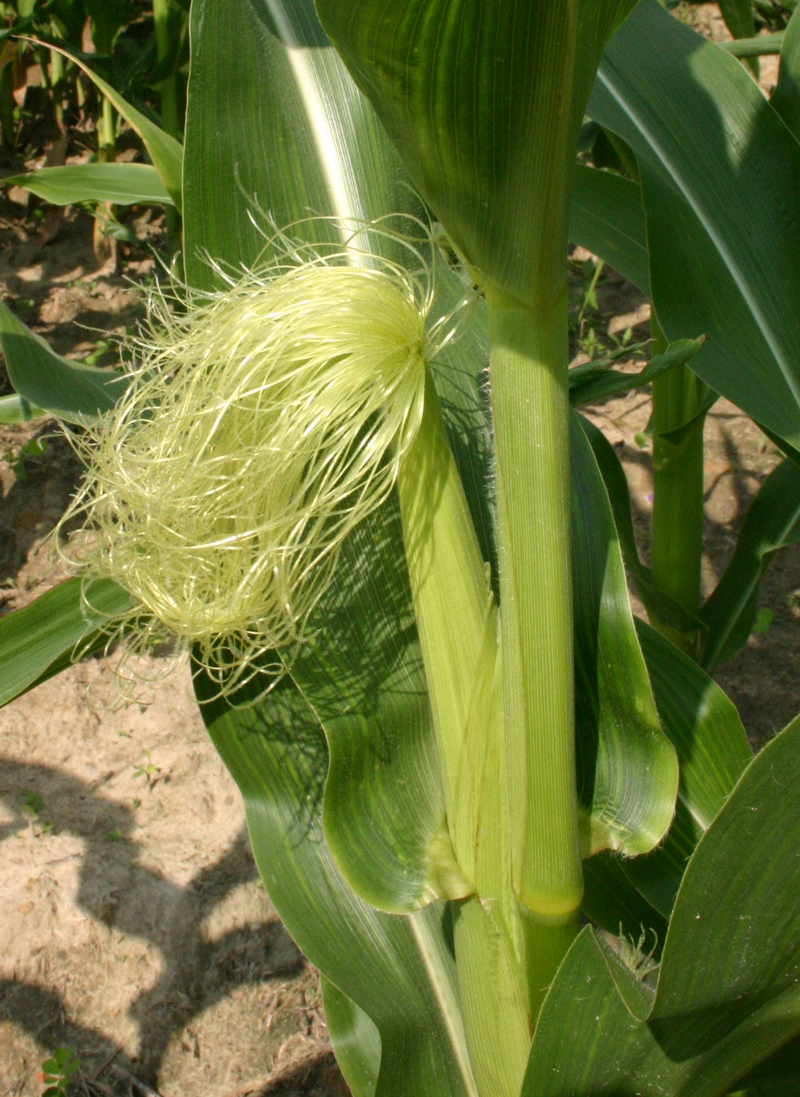
とうもろこしのひげ

めしべの花柱（ひげ）が褐色になって乾燥したときに採取して天日乾燥したものは、玉蜀黍蕊（とうもろこしずい）、玉米鬚（ぎょくべいしゅ）といい、日本では南蛮毛（なんばんもく、なんばんもう）として流通する生薬で、利尿作用がある。この利尿作用は、南蛮毛に多く含まれるカリウムによるもので、塩分と結びつき体外に排出されることから、むくみとり、血糖値の安定に役立ち、カロリーがなくダイエット茶（トウモロコシのひげ茶）としても飲まれる。南蛮毛は、初版の『日本薬局方』に収載されていた利尿薬「酢酸カリウム」の代用として考え出された。民間療法では、利尿、急性腎炎、妊娠浮腫、膀胱炎に、蕊（ずい：ひげ状の部分）5 - 10グラムを水300 - 600㏄で煎じて、1日3回に分けて服用する用法が知られている。
現代中国の研究では、降血糖作用、胆汁分泌作用、止血作用などが確認され、これら効用のため、糖尿病や肝炎、尿道結石、鼻血の薬として利用されている。